# Rolf Bahr
Rolf Bahr (* 4. Mai 1949) ist ein ehemaliger deutscher Fußballspieler.

## Werdegang
Der Abwehrspieler Rolf Bahr, der zuvor im Hamburger Fußball für den Meiendorfer SV und SC Concordia Hamburg aktiv war, spielte von 1974 bis 1976 für Arminia Bielefeld in der 2. Bundesliga. Er debütierte am 3. August 1974 beim 1:1 gegen Borussia Dortmund. Nach 60 Zweitligaspielen für die Bielefelder, bei denen Bahr kein Tor erzielte, verließ er die Arminia mit unbekanntem Ziel.